# Jakob Beckenkamp

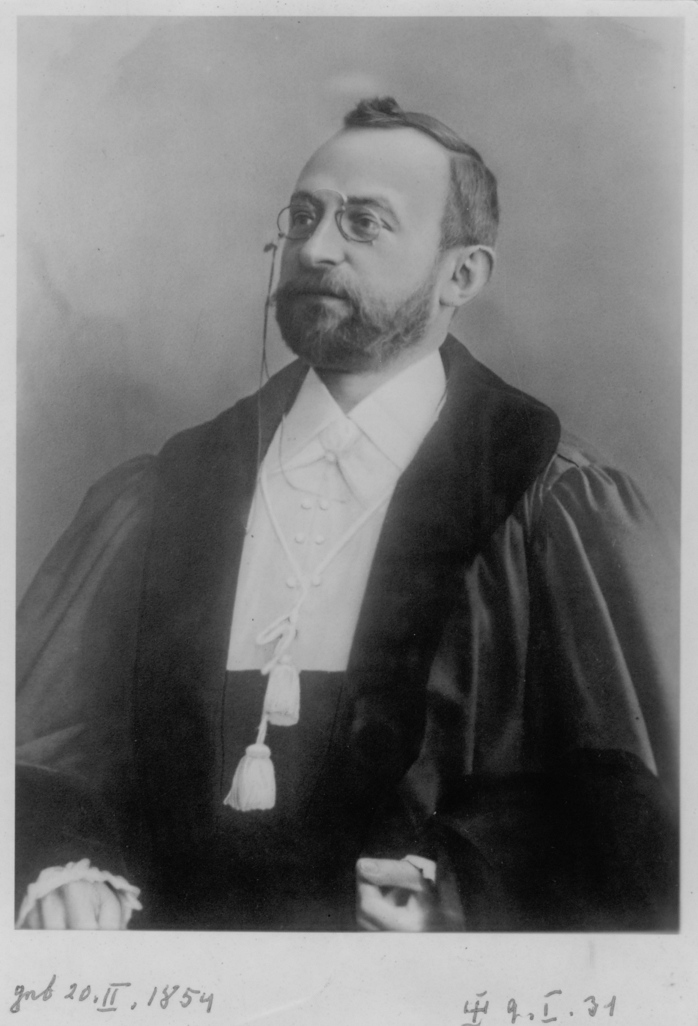
Jakob Beckenkamp

Jakob Beckenkamp (* 20. Februar 1855 in Horchheim; † 12. Januar 1931 in Würzburg) war Professor am Lehrstuhl für Mineralogie und Kristallographie der Julius-Maximilians-Universität Würzburg.

## Biografie und Werk
Jakob Beckenkamp war das älteste von acht Kindern des Volksschullehrers Johann Cyrill Beckenkamp. Nach dem Abitur am humanistischen Gymnasium Koblenz, dem heutigen Görres-Gymnasium, studierte er ab 1876 an der Universität Bonn Mathematik und Naturwissenschaften. Von 1879 bis 1882 studierte er die Fächer Mineralogie und Kristallographie an der Universität Straßburg und promovierte dort 1881 mit einer Dissertation über die thermische Ausdehnung der Kristalle. Nach der Promotion und anschließender Prüfung für das höhere Lehramt war er zunächst einige Jahre als Lehrer im Elsass angestellt.
1883 heiratete er in Straßburg Sophie Leikert aus Horchheim. Aus der Ehe gingen drei Kinder hervor, Walther (1884), Otto (1886) und Hedwig (1887), die alle drei das Erwachsenenalter erreichten, ihrerseits heirateten und Familien gründeten.
1885 habilitierte er an der philosophischen Fakultät der Universität Freiburg. 1891 wurde er zum Professor für Physik und Mineralogie an die höhere Schule für Chemie in Mülhausen im Elsass berufen.
Seine Berufung zum Professor für Mineralogie und Kristallographie an die Universität Würzburg im Jahr 1897 in Nachfolge von Fridolin von Sandberger erfolgte mit der Auflage, bis auf weiteres Vorlesungen auch über Geologie zu halten. Beckenkamp vertrat einen physikalisch-chemischen Forschungsansatz und brachte mathematische Methoden in die Bestimmung von Kristallen ein. In einer Vielzahl von Artikeln beschäftigt er sich mit den morphologischen Zusammenhängen zu physikalischen und chemischen Eigenschaften der jeweiligen Kristalle. Darüber hinaus entwickelte er eine mathematische Theorie der Kräfte und Symmetriebeziehungen innerhalb der Kristalle. Seine neuen methodischen Ansätze stießen bei einigen Fachkollegen auf Unverständnis, andere lobten ihre mathematische Eleganz und stellten seine Arbeiten als richtungweisend für die Begründung einer moderneren Kristallographie und Feinbaulehre heraus. Unter seiner Verantwortung wurde das heute unter Denkmalschutz stehende Institutsgebäude am Pleicherwall erbaut (1901–1903).
Beckenkamp bekleidete seinen Würzburger Lehrstuhl bis zur Emeritierung am 1. April 1929. Er wurde gemeinsam mit seiner Frau im noch bestehenden Familiengrab in Horchheim beigesetzt.
Von Beckenkamp stammt eine geologische Karte der Umgebung von Würzburg.

## Ehrungen
Im Jahr 1898 wurde Beckenkamp zum Mitglied der Gelehrtenakademie Leopoldina gewählt. 1927 erhielt er vom Freistaat Bayern den Titel eines Geheimen Rates. Am 5. Juli 1962 wurde die damalige Bergstraße in Koblenz-Horchheim in Beckenkamp-Straße umbenannt. Aus der Beschlussvorlage geht hervor, dass Jakob Beckenkamp und nicht der Maler Benedikt Beckenkamp mit dieser Namensgebung geehrt werden sollte.

## Veröffentlichungen
- Statische und kinetische Kristalltheorien. I. Geometrische Eigenschaften der Kristalle und deren Veranschaulichung durch geometrische Strukturbilder. 206 Seiten, mit 303 Textfig. Gebr. Borntraeger, Berlin 1913 Archive
- Statische und kinetische Kristalltheorien. II. Theorie der Ausbreitung der Energie in Kristallen durch Strahlung (Kristalloptik) und Veranschaulichung der optischen Eigenschaften der kristallisierten Kieselsäure durch statische Strukturbilder. 671 Seiten, mit 487 Textfig. und 7 Stereoskopbildern, Gebr. Borntraeger, Berlin 1915 Archive
- Leitfaden der Kristallographie. 466 Seiten, mit 549 Figuren, Gebr. Borntraeger, Berlin 1919
- Geologisch-hypsometrische Karte von Würzburg und Umgebung von J. Beckenkamp. Maßstab 1 : 25 000. Aufgenommen von 1905 - 1925, gezeichnet von Georg Krapf. Universitätsdruckerei H. Stürtz A.G., Würzburg.

Darüber hinaus nennt Ernst Schiebold in seinem Nachruf 127 Veröffentlichungen von Fachaufsätzen Beckenkamps.